# K-Reen
 (mars 2021).
Motif : RI et plan biographie, Réf, à revoir.
K-Reen, de son vrai nom Karine Patient, est une rappeuse et chanteuse de RnB française, née le 8 janvier 1972 à Paris,.

## Biographie

### Enfance et débuts
K-Reen grandit à Créteil en région parisienne, auprès de sa mère infirmière qui élève seule ses quatre enfants dont elle est la cadette. Elle ne partage pas le même père que ses frères et sœurs. Elle est issue d’une famille originaire de la Guyane française,.
Sans formation musicale, K-Reen écrit ses premières ébauches de chansons à l’âge de 13 ans[réf. nécessaire]. Elle est alors fan de Michael Jackson et découvre Chaka Khan, Stevie Wonder, Whitney Houston, Prince, Sidney et son émission H.I.P. H.O.P..[réf. nécessaire] À 16 ans elle quitte le domicile familial.
En 1992, elle croise le chemin de NOB et Manifeste avec qui elle forme le groupe Roots Neg. Dans le groupe, K-Reen chante et rappe.

### Carrière solo à partir de 1993
Elle commence sa carrière en tant que rappeuse et chanteuse dans le groupe Roots Neg en 1993, puis se lance dans une carrière solo en interprétant J'En Ai Marre et Les Mots D'Amour, les titres de Sensitive, New Jack Swing Vol.1, compilation sortie en 1994, qui marque le début du R&B en France,,,. Dans la foulée, en 1995, elle est invitée en compagnie de Bruno sur le titre Ne Me Laisse Pas Tomber, face B issu du single Le Quotidien de la chanteuse Destinée.
Elle commence à collaborer avec Princess Erika, MC Solaar, Lokua Kanza, Tonton David…
Elle interprète en 1996, le titre Choisis en duo avec Fabe extrait de la compilation Hip-Hop Soul Party 3 de Cut Killer, puis co-ïnterprète J'Ai Le Cœur Qui Swingue, C'Est La Vie, Je Peux Être Si Tendre pour l'album éponyme de la rappeuse B-Love, tout en étant choriste sur le single Le Seul Remède de Melaaz.
En 1997, elle est invitée sur 5h Du Mat extrait de l'opus Le Fond Et La Forme de Fabe et sur Freestyle pour la mixtape Dontcha Flex 3 de Dontcha. Elle intervient deux fois pour la bande originale du film Ma 6-T va crack-er : premièrement en tant que choriste sur le titre Pas De Timinik de Tiwony et secondement en tant qu'interprète sur Savoir Dire Non en collaboration avec Shurik'N. La même année, elle réalise les chœurs de : Les Temps Changent, Daydreamin et Le 11e Choc pour l'opus Paradisiaque de Mc Solaar, puis est invitée sur le remix du second single de Jalane : Ca Part De Rien.
En 1998, les singles Tu Me Plais en duo avec le rappeur marseillais Def Bond sur la bande originale du film Taxi et Le Mensongeur avec Oxmo Puccino en 1998, la révèlent au grand public. 
Elle interprète Mal Partis avec Cut Killer sur la compilation Cut Killer Show. L'année suivante, elle est invitée sur Le Jour Ou Tu Partiras et Le Mensongeur pour le premier opus Opéra Puccino d'Oxmo Puccino, Je Suis En Panique et Faut Laisser Donner sur la compilation Cercle Rouge, ainsi que Laissez-Nous Rêver (Trop De Carats Remix) sur l'opus Il A Fallu D'Hasheem. Un peu plus tard, la même année, elle réalise les chœurs du morceau 5e Saison pour l'opus éponyme de Mc Solaar. Le titre Tu Me Plais qu'elle cointerprète avec le rappeur Def Bond qui officie de premier single pour la bande originale du film Taxi, la révèle au grand public.
Le 27 octobre 1998, elle sort son premier album éponyme. Produit par Cutee B, elle y parle de persévérance sur Au Bout De Ton Rêve (feat. Le Rat Luciano et Don Choa de La Fonky Family), d'amour avec Laisse-Toi Porter Par Ce Flow et Paré Pour L'Amour (en duo avec Pierro Battery), d'hyprocrisie de par Hypocrites (feat. Loréa de 1 Bario 5'5Pry et Nob de Roostneg) ou encore d'ultimatum sur Choisis (Cutee B Remix) (feat. FABE),.
En 1999, elle collabore au morceau Jump Up en compagnie de E. komba et E.K. Tomb sur l'opus Pile Ou Femme de Beedjy,. Elle est invitée sur le titre Le Métier Rentre des rappeurs Ekoué, Vasquez et Calbo, issu de la compilation Première Classe, interprète Pardonne-Moi sur la mixtape Sorti De L'Ombre de DJ Lugz, Le Fruit Défendu sur l'album Le Chant De L'Exilé de Mystik et Sister (Sashaia Remix) situé en face B du vinyle Nouvelle Génération de Princess Erika.
En 2000, elle interprète le titre Paris S'Éveille en collaboration de Marina (33) et James Delleck pour la compilation Vitry Yo et Si J'Avais Su (feat. Kplo) sur la compilation Hip-Hop Soul Party 4 de Cut Killer & DJ Abdel. Elle intervient en tant que choriste sur le titre L'Amour A Eu Raison De Moi pour le premier opus éponyme d'Omar Chakil. Elle reprend le morceau de Christophe Les Mots Bleus, puis coréalise les chœurs avec J.Mi Sissoko du titre La Bas de Difanga & Leah'R, reprise de Jean-Jacques Goldman, tous deux extraits de la compilation L'Hip-Hopée, La Grande Epopée Du Reggae & Rn'B Français. Dans un même temps, elle collabore avec J.Mi Sissoko et Prodige du groupe La Menace sur le titre La Veuve Noire pour la compilation Brise De Conscience, puis interprète deux titres sur le projet Sur Un Air Positif vol. 1 : Le Sérum de Carré Rouge et de la Fonky Family et Elioum Elioum de Farès et Faudel. La même année, elle est choriste sur le single Face à Face du 1er album Persévérance de Lââm. 
Elle sort donc son premier album éponyme, qui obtient d'excellentes critiques, puis le titre Le Fruit Défendu avec Mystik en 2000, accroît sa popularité. 
En 2001, elle est l'une des interprètes du titre Que Serais-Je Demain ? en tant que membre du collectif féminin Les Voix de l'espoir, puis sort son second album Dimension, avec les singles Prends Ma Main, Oui-Non et Soirées Rétro.
Début 2001, elle intervient en tant que choriste sur le premier single Femmes (Cette Fois, Je Sais) de Jalane ainsi que la face B : Ange Eternel. Au même moment, elle est l'une des nombreuses interprètes du titre Que Serais-Je Demain ? en tant que membre du collectif féminin Les Voix de l'espoir créé par Princess Erika.
K-Reen dirige, écrit et compose son second album Dimension, qui sort le 29 octobre 2001, chez Tréma. Pour ce faire, elle s'entoure de collaborateurs tels que Cut Killer, Kore & Skalp, DJ Mehdi, Guy & Daddy Waku, Matrix, White & Spirit pour les coauteurs, coproducteurs, scratchs et autres programmations ; Alaixy XXL, Sky, Jarnod, Fabrice, L'Aura, Lena Kann (interprète de la reprise Tous Les Cris Les S.O.S de Michel Berger) et Humphrey (auteur de Métisse(s) de Yannick Noah & Disiz La Peste) pour les choristes ; Princess Erika comme l'un des nombreux auteurs et Jalane, China Moses & Diam's pour les invités. Cet opus qui se veut plus urbain et contemporain que le précédent, mélange diverses influences telles que le R&B à l'image des singles Prends Ma Main, Oui-Non, mais aussi les sonorités plus hip-hop comme dans l'extrait Tout Ce Qu'On Veut (feat. Jalane & China Moses), funky Soirées Rétro, Casanova (feat. Diam's), voire zouk sur le titre Permission De Sortir. Comme l'album précédent, K-Reen met un point d'honneur sur les textes. Elle y parle d'amitié comme dans le premier single Prends Ma Main, d'avortement sur Son Cœur Se Déchire, de déprime Je Vois Les Choses, d'amour éphémère Mon Seul Eté ou encore des artistes qui ont marqué ses soirées de jeunesse comme dans Soirées Rétro.
Toujours en 2001, elle apparaît en tant que guest-star dans le second vidéoclip de Jalane Ma Musique, en compagnie de China Moses, Natho & Alaixy XXL, pose sa voix sur le titre Be My Girl avec Avon Marshall pour la compilation Kimberlite et interprète Encore Un Coup Pour Rien pour la compilation So Good Funk & R'n'b Selection de Crazy B & DJ Eanov.
Entre-temps, elle forme le groupe J-C-K en compagnie de Jalane et China Moses, avec lesquelles elle interprète les titres Tout Ce Qu'On Veut sur son album Dimension en 2001, On A Tous Péché sur l'opus éponyme de Jalane en 2002 et Le Mec Parfait, présent sur le disque Good Lovin de China Moses en 2004.
Elle participe en 2002 à diverses productions du premier album éponyme de Jalane. Ses collaborations vont de Femmes (Cette Fois, Je Sais), Ange Eternel en tant que choriste, Tout Est Clair (feat. Nubi), Prise Au Piège en tant qu'auteur/compositeur et On A Tous Péché en tant que coauteur, cocompositeur et cointerprète avec Jalane & China Moses. Un peu plus tard, elle pose sa voix sur le morceau Souviens-Toi de Dany Dan, extrait de la compilation Old School, sur Mi Amor en compagnie de Speed Bond, sur la compilation de Cut Killer 1 Son 2 Rue, puis réalise les chœurs du titre Un Peu Plus A Toi, issu de l'opus Entre Les Mots de Lena Ka ainsi que M'Arreter Là et Des Hommes sur l'album À la vie, à la mort de Johnny Hallyday.
En 2003, elle coopère en tant que choriste sur le titre www.laméthode.com de Jalane, disponible sur la compilation Première Classe Rnb et sur On Nous A Donné extrait de l'opus Taxi Europa de Stephan Eicher, puis enregistre en compagnie de Def Bond, la nouvelle version de leur titre Tu Me Plais 2003, extrait de l'album du rappeur dénommé Def.
2004, elle réalise les chœurs de Juste Un Mot, Choisis-Moi de China Moses, puis lui coécrit, coproduit et cointerprète Le Mec Parfait avec Jalane sur son 3e opus nommé Good Lovin'. Elle intervient en tant que choriste sur Et J'Attends, le second extrait du second album de Leslie Mes couleurs et répond à l'invitation du rappeur Oxmo Puccino sur le morceau Nous Aurions Pu, disponible sur l'album Cactus De Sibérie. Elle collabore de nouveau avec China Moses sur le titre Je Veux Y Croire pour la compilation Opinion Sur Rue, cointerprète Qu'est-Ce Qu'on Doit Faire ? (feat. Black Renega & Aketo) sur Liberté D'Expression 2, Ritounin en duo avec Kaysha, extrait de Kimberlite Zouk Vol.1 et Faut Prendre Le Temps avec Thierry Cham, issu du projet Four West Indies.

### Lancement de son label Astrad Music à partir de 2006
En 2006, elle décide de monter son propre label Astrad Music et mettre à profit son expérience pour de jeunes artistes,. La même année, le single Tu Me Plais de K-Reen et Def Bond est inclus dans l'album Taxi, Le Best Of, compilation réunissant tous les hits de la trilogie filmique Taxi.  Le 6 juin 2006, elle sort Old School Elixir. L'opus qui est orienté comme un street album, est mixé par DJ Francko TH6 & DJ Narcisse X4. En majorité écrit, composé et dirigé par K-Reen, il est aussi agrémenté des productions de DJ Poska et Berny Craze. Elle y traite les thèmes de la nostalgie sur Waneguen, d'avenir Juste Un Pas (feat. NOB et Manifeste), de confiance en soi C Ta Bataille (feat. Ol'Kainry) ou encore de liens de parenté comme dans Demi-Sœur (feat. Lââm & Princess Aniès), la continuité du titre Petite Sœur de Lââm,,. Elle apparaît aussi sur le morceau Bienvenue en compagnie d'Amal, pour la compilation Rai Rnb Mix Party de DJ Kim.
En 2007, les titres Anticonformiste (feat. Ol Kainry) et Légende D'hiver du rappeur Nessbeal où elle collabore, sont inclus dans la bande originale du film Taxi 4. Elle cointerprète Génération Motivée avec Tony Parker sur l'album TP, Ma Tristesse de Tonio Banderas sur l'album Boycott et Une Décennie en compagnie de Sté Strausz sur l'opus Au Carrefour De Ma Douleur de Princess Aniès. Elle contribue aussi au morceau À Toi De Voir de Combinaison sur la compilation Opinion Sur Rue 3, est invitée à poser sur Life 2 Live de album Shock Therapy de Matchstick, Rêves De Rue pour l'album du même nom de TLF et Conscience Du Ghetto sur la mixtape Tueur Né de James Izmad. En fin de cette année, elle écrit, produit le titre Jenny pour le premier album de Melissa M nommé Avec tout mon amour et lui réalise le single Cette Fois, pour sa réédition.
En 2008, elle contribue au morceau Libère Le Funk Qui Est En Toi pour l'album Le Magicien de Daz-Ini, produit Laisse-Moi Une Chance, titre à succès pour Mike Kenli, collabore sur le Blues De Toi de Melissa M (feat. Pras), puis interprète Cette Soirée Là en compagnie de Kamelancien & Cheb Hassan sur la compilation Rai'N'B Fever 3 des DJ's Kore & Bellek. Elle participe en tant que choriste sur Si Tu L'Avoues, Si Je T'Emmène (feat. Pras) et en tant que coauteur sur Tentation pour l'album Élévation d'Anggun. Elle réalise également les chœurs du titre Après La Pluie et écrit Thug Love sur le disque À l'ombre du show business de Kéry James. Elle intervient en tant que choriste sur le titre Ensemble pour Le Regard Des Gens de Tunisiano. En parallèle, elle est invitée à poser sur La Voix De La Passion pour la compilation Caribbean Zouk de DJ Wilson, Dangereux de l'album Des Roses Et Des Flingues du groupe L'Skadrille et Frissons extrait de l'opus Frissons De La Vérité de Kamelancien.
En 2009, elle intervient en tant que choriste sur les titres On S'Fait Du Mal, Dis-Moi Ce Que Tu Décides, Jamais Eu et Mama pour l'opus Chœurs Et Âme de Taïro. Elle coopère à plusieurs titres de l'album Number One de James Izmad : premièrement en tant que cocompositrice avec Wealstarr sur le titre Amour Perdu (feat. Melissa M), secondement en tant que choriste sur les titres Dans La Peau D'Un Autre, Zone Rouge et La Tête Sous L'Eau, puis troisièmement en tant qu'invitée sur le morceau Girls. La même année, elle s'occupe aussi de sa carrière solo en lançant le single Sauve Le Monde et répond au Nouveau Départ sur l'opus Une Affaire de famille d'Alibi Montana. Elle réalise aussi les chœurs des titres Enfants Du Désert et Cœur De Bombe sur l'opus SOS de Diam's.
Elle publie en 2010 les extraits : Tout Donné, Tout Repris, Danse Sur Tout, puis contribue au titre La Réalité Du Quartier d'OZ[Qui ?].
En 2011, elle contribue au morceau À Force De Fuir sur l'album Enfant Soldat de Grödash, lance par le biais de son label Astrad Music le single Salsa Latine Tropicale de la professeure et pionnière de salsa Isis Figaro, pose sa voix sur le titre Abusé de l'album Liga One de Kalif Hardcore et publie Comme Avant en featuring Youssoupha.
Le 16 avril 2012, elle sort l'album Himalaya, contenant les singles Tout Donné, Tout Repris et Comme Avant en featuring Youssoupha. Pour cet opus, K-Reen s'entoure de coproducteurs tels que James BKS, Trafeek Music, Berny Craze, Philemon, Cisko et Matt Houston. Côté guests, elle se contente du strict minimum en invitant Youssoupha sur le single Comme Avant, Kamnouze sur le très rock Battre Des Lèvres ou encore l'ex Miss France Sonia Rolland sur l'intro de l'album. Tout comme ses précédents opus, les qualités des textes prennent une place prépondérante. En effet, elle y aborde le décès d'un être cher dans Tout Donné, Tout Repris, d'évasion Himalaya, de regrets Comme Avant, d'espoirs déchus En Toi, mais aussi de l'importance des personnes qui nous entourent sur le titre Quelqu'un De Valeur,.
Un peu plus tard, elle interprète T'aimer Ecore en compagnie de Rickwel sur la compilation Lovely 2 de Master C Will. Dans ce projet zouk, on y retrouve aussi le titre La Voix De La Passion, qu'elle avait enregistrée quelques années plus tôt. Ensuite, elle est invitée sur le morceau Vida Loca de Mister You, disponible uniquement sur la compilation DefJam Skyrock. La même année, K-Reen reçoit le prix de l'artiste interprète de l'année et un trophée d'honneur pour l'ensemble de sa carrière lors de la cérémonie des Lindors, 6e édition des trophées de la musique guyanaise.
En 2013, elle cointerprète le single La Belle Et Le Chacal en compagnie de Lucsky, extrait la compilation L'Année Du Zouk 2013,, puis apparaît en tant qu'invitée sur le titre Émilie de Janse Wesseon. Elle intervient en tant que coauteur, cocompositrice et choriste sur Juste Un Peu De Temps et Je Rêve puis coproduit et interprète les chœurs de Le Temps Qu'il Nous Reste et Un Son Pour Des Millions, tous extraits de l'opus Ici et maintenant de Vitaa.
En 2014, elle est invitée sur le titre La Lettre, issu de l'opus Chanteuse De Soul De Bain de Baria, publie les singles Follow et Tout Et Tout de Suite, puis apparaît en tant que choriste sur les titres Tout Donner, Espoir, Maria, 1er Gaou (reprise de Magic System), Ma Vision, Toute La Night, Comment Te Dire et Litoyé, extraits de l'opus Arrêt De Jeu du groupe Bana C4. 
En fin de cette année, elle intervient sur le titre Pas Touche, extrait de la compilation Touch The Sky.
Le 6 avril 2015, elle publie son 5e opus intitulé Racines K'Raïb, qui comprend les singles T'Aimer Encore en duo avec Rickwell, La Belle Et Le Chacal avec Lucksy, Follow, Tout Et Tout De Suite ainsi que les singles Je Sais en featuring Mainy Dog et Je Bégaie en featuring Ami. Elle intervient en tant qu'invitée sur le single Chozquel du rappeur 3010. Un peu plus tard, elle apparait en tant que choriste sur les titres Avec Classe, reprise de Corneille, Besoin D'Air, Bye Bye, Flash Back et Ne Fais Pas Semblant, sur l'opus A.D.I.C.T., du groupe Adict, disponible uniquement sur itunes. En parallèle, elle interprète le single Lagwiyann Gen Gamn en tant que collectif Collectif Guyaniz.
À noter que les vidéoclips solos de Au Bout De Ton Rêve en passant par Prends Ma Main sans oublier Follow, ne sont toujours pas disponibles sur sa plate-forme officielle Youtube.
Elle écrit, produit et compose aussi des titres tels que Prise Au Piège et Tout Est Clair pour Jalane, Cette Fois pour Melissa M, Laisse-Moi Une chance pour Mike Kenli, Amour Perdu et Girls pour James Izmad, Salsa Latine Tropical pour Isis Figaro...
Elle travaille depuis les années 1990 avec Cercle Rouge Production (notamment White & Spirit, Kilomaître Production, Mystik, 2 Bal et le cinéaste Jean-François Richet, réalisateur de Ma 6-T va crack-er).

## Discographie

### Albums
- K-Reen (1998)
- Dimension (2001)
- Old School Elixir (2006)
- Himalaya (2012)
- Racines K'Raïb (2015)
- Fini les foutaises (2022)

### Apparitions (en tant que choriste)
- Melaaz - Le Seul Remède sur l'album Melaaz de Melaaz (1995)
- MC Solaar - Les Temps Changent sur l'album Paradisiaque de MC Solaar (1997)
- MC Solaar - Daydreamin sur l'album Paradisiaque de MC Solaar (1997)
- MC Solaar - Le 11e Choc sur l'album Paradisiaque de MC Solaar (1997)
- Tiwony - Pas De Timinik sur la B.O du film Ma 6T Va Crack-er (1997)
- MC Solaar - La 5e Saison sur l'album MC Solaar de MC Solaar (1998)
- Calbo, Vasquez, Ekoue & K-Reen - Le métier rentre sur l'album Premiere classe Vol.1 (1999)
- China Moses - T'Es Ou ? (feat. Fabe) sur l'album On Tourne En Rond de China Moses (1999)
- Difanga & Leah'R - La Bas sur la compilation L'Hip-Hopée, La Grande Epopée Du Reggae & RN'B Français (2000)
- Lââm - Face à Face sur l'album Persévérance de Lââm (2000)
- Omar Chakil - L'Amour A Eu Raison De Moi sur l'album Omar Chakil de Omar Chakil (2000)
- Jalane - Femmes (Cette Fois, Je Sais) sur l'album Jalane de Jalane (2002)
- Jalane - Ange Eternel sur l'album Jalane de Jalane (2002)
- Lena Ka - Un Peu Plus A Moi sur l'album Entre Les Mots de Lena Ka (2002)
- Johnny Hallyday - M'Arreter Là sur l'album À la vie, à la mort de Johnny Hallyday (2002)
- Johnny Hallyday - Des Hommes sur l'album À la vie, à la mort de Johnny Hallyday (2002)
- Jalane - www.laméthode.com sur la compilation Première Classe Rnb (2003)
- Stephan Eicher - On Nous A Donné sur l'album Taxi Europa de Stephan Eicher (2003)
- China Moses - Juste Un Mot sur l'album Good Lovin' de China Moses (2004)
- China Moses - Choisis-Moi sur l'album Good Lovin' de China Moses (2004)
- Leslie - Et J'Attends sur l'album Mes couleurs de Leslie (2004)
- Melissa M - Cette Fois sur l'album Avec tout mon amour de Melissa M (2007)
- Tunisiano - Ensemble sur l'album Le Regard Des Gens de Tunisiano (2008)
- Kéry James - Après La Pluie sur l'album À l'ombre du show business de Kéry James (2008)
- Anggun - Si Tu L'Avoues sur l'album Élévation d'Anggun (2008)
- Anggun - Si Je T'Emmène (feat. Pras) sur l'album Elévation d'Anggun (2008)
- Taïro - On S'Fait Du Mal sur l'album Chœurs Et Âme de Taïro (2009)
- Taïro - Dis-Moi Ce Que Tu Décides sur l'album Chœurs Et Âme de Taïro (2009)
- Taïro - Jamais Eu sur l'album Chœurs Et Âme de Taïro (2009)
- Taïro - Mama sur l'album Chœurs Et Âme de Taïro (2009)
- James Izmad - Dans La Peau D'Un Autre sur l'album Number One de James Izmad (2009)
- James Izmad - Zone Rouge sur l'album Number One de James Izmad (2009)
- James Izmad - La Tête Sous L'Eau sur l'album Number One de James Izmad (2009)
- Diam's - Enfants Du Désert sur l'album SOS de Diam's (2009)
- Diam's - Cœur De Bombe sur l'album SOS de Diam's (2009)
- Isis Figaro - Salsa Latine Tropicale sur le single Salsa Latine Tropicale d'Isis Figaro (2011)
- Vitaa - Le Temps Qu'il Nous Reste sur l'album Ici et maintenant de Vitaa (2013)
- Vitaa - Juste Un Peu De Temps sur l'album Ici et maintenant de Vitaa (2013)
- Vitaa - Je Rêve sur l'album Ici et maintenant de Vitaa (2013)
- Vitaa - Un Son Pour Des Millions sur l'album Ici et maintenant de Vitaa (2013)
- Bana C4 - Tout Donner sur l'album Arrêt De Jeu de Bana C4 (2014)
- Bana C4 - Espoir sur l'album Arrêt De Jeu de Bana C4 (2014)
- Bana C4 - Maria sur l'album Arrêt De Jeu de Bana C4 (2014)
- Bana C4 - 1er Gaou sur l'album Arrêt De Jeu de Bana C4 (2014)
- Bana C4 - Ma Vision sur l'album Arrêt De Jeu de Bana C4 (2014)
- Bana C4 - Toute La Night sur l'album Arrêt De Jeu de Bana C4 (2014)
- Bana C4 - Comment Te Dire sur l'album Arrêt De Jeu de Bana C4 (2014)
- Bana C4 - Litoyé sur l'album Arrêt De Jeu de Bana C4 (2014)
- Adict - Avec Classe sur l'album A.D.I.C.T. de Adict (2015)
- Adict - Besoin D'Air sur l'album A.D.I.C.T. de Adict (2015)
- Adict - Bye Bye sur l'album A.D.I.C.T. de Adict (2015)
- Adict - Flash Back sur l'album A.D.I.C.T. de Adict (2015)
- Adict - Ne Fais Pas Semblant sur l'album A.D.I.C.T. de Adict (2015)

### Singles
- K-Reen - Les Mots D'Amour (1994)
- K-Reen - Choisis (1997)
- K-Reen - Tu Me Plais (Def Bond feat K-Reen) (bande originale du film Taxi) (1998)
- K-Reen - Explique-Moi, Dis-Moi (1998)
- K-Reen - Au Bout De Ton Rêve (feat. Le Rat Luciano & Don Choa de la Fonky Family) (1998)
- K-Reen - Le jour où tu partiras (Oxmo Puccino feat K-Reen) (1998)
- K-Reen - Le Mensongeur (Oxmo Puccino feat K-Reen) (1998)
- K-Reen - Le Fruit Défendu (avec Mystik) (1999)
- K-Reen - Prends Ma Main (2001)
- K-Reen - Oui-Non (2001)
- K-Reen - Soirées Rétro (2002)
- K-Reen - Bienvenue (feat. Amal) (2006)
- K-Reen - Sauve Le Monde (2009)
- K-Reen - Tout Donné, Tout Repris (2010)
- K-Reen - Danse Sur Tout (2010)
- K-Reen - Comme Avant (feat. Youssoupha) (2011)
- K-Reen - T'Aimer Encore (feat. Rickwel) (2012)
- K-Reen - La Belle Et Le Chacal (feat. Lucsky) (2013)
- K-Reen - Follow (2014)
- K-Reen - Tout Et Tout De Suite (2014)
- K-Reen - Je Sais (feat. Mainy) (2015)
- K-Reen - Je Bégaie (feat. Amy) (2015)
- K-Reen - Pas Si Move (feat. Mainy) (2016)
- K-Reen - Sensasyon (2017)
- K-Reen - Soleil De Ma Vie (feat. Lesnah) (2017)
- K-Reen - Séparé Nous (2018)
- K-Reen - Sorry (2019)
- K-Reen - Question Song (Enmé Mwen) (2019)

### Autres
- Les Voix de l'espoir - Que Serais-Je Demain ? (2001)
- Collectif Gayaniz - Lagwiyann Gen Ganm (2015)